# Jeppe Laursen
Jeppe Breum Laursen (Thisted, 25 de dezembro de 1977) é um cantor, compositor e produtor musical dinamarquês.